# Serie B (Italia) 2021-22
La Serie B 2021-22 fue la 90.ª edición de la Serie B, el segundo nivel futbolístico profesional de Italia, desde su creación en 1929.

## Relevos
| Pos.  | a Serie A (Italia) 2021-22 |
| ----- | -------------------------- |
| 1.º   | Empoli F. C.               |
| 2.º   | U. S. Salernitana 1919     |
| Prom. | Venezia F. C.              |

| Pos. | a Serie B (Italia) 2021-22 |
| ---- | -------------------------- |
| 18.º | Benevento Calcio           |
| 19.º | Crotone                    |
| 20.º | Parma Calcio               |

| Pos.       | a Serie B (Italia) 2021-22 |
| ---------- | -------------------------- |
| 1.º (G. A) | Como 1907                  |
| 1.º (G. B) | A. C. Perugia Calcio       |
| 1.º (G. C) | Ternana                    |
| Prom.      | U. S. Alessandria          |

| Pos. | a Serie C (Italia) 2021-22    |
| ---- | ----------------------------- |
| 18.º | Reggiana                      |
| 19.º | Pescara                       |
| 20.º | Virtus Entella                |
| -.º  | Chievo Verona (descalificado) |

El 26 de julio de 2021 el Chievo Verona fue descalificado de la Serie B por problemas económicos siendo su plaza ocupada por el Cosenza que mantiene la categoría.

## Equipos participantes

### Información de los equipos
| Equipo      | Ciudad            | Estadio                      | Capacidad | Entrenador        | Capitán             |
| ----------- | ----------------- | ---------------------------- | --------- | ----------------- | ------------------- |
| Alessandria | Alessandria       | Giuseppe Moccagatta          | 6000      | Moreno Longo      | Alessandro Gazzi    |
| Ascoli      | Ascoli Piceno     | Cino e Lillo Del Duca        | 12 400    | Delio Rossi       | Riccardo Brosco     |
| Benevento   | Benevento         | Ciro Vigorito                | 17 554    | Filippo Inzaghi   | Christian Maggio    |
| Brescia     | Brescia           | Mario Rigamonti              | 27 592    | Luigi Delneri     | Dimitri Bisoli      |
| Cittadella  | Cittadella        | Piercesare Tombolato         | 7623      | Roberto Venturato | Manuel Iori         |
| Como        | Como              | Giuseppe Sinigaglia          | 13 602    | Giacomo Gattuso   | Luca Crescenzi      |
| Cosenza     | Cosenza           | San Vito-Gigi Marulla        | 20 987    | Eugenio Guarascio | Angelo Corsi        |
| Cremonese   | Cremona           | Comunale Giovanni Zini       | 16 003    | Pierpaolo Bisoli  | Emanuele Terranova  |
| Crotone     | Crotona           | Comunale Ezio Scida          | 16 640    | Serse Cosmi       | Alex Cordaz         |
| Frosinone   | Frosinone         | Benito Stirpe                | 16 227    | Alessandro Nesta  | Nicolò Brighenti    |
| Lecce       | Lecce             | Via del Mare                 | 33 876    | Eugenio Corini    | Marco Mancosu       |
| Monza       | Monza             | Brianteo                     | 18 568    | Cristian Brocchi  | Andrea D'Errico     |
| Parma       | Parma             | Ennio Tardini                | 22 352    | Roberto D'Aversa  | Bruno Alves         |
| Perugia     | Perugia           | Renato Curi                  | 23 625    | Massimo Oddo      | Aleandro Rosi       |
| Pisa        | Pisa              | Garibaldi – Romeo Anconetani | 10 000    | Luca D'Angelo     | Alessandro De Vitis |
| Pordenone   | Pordenone         | Velodrome Ottavio Bottecchia | 3089      | Attilio Tesser    | Mirko Stefani       |
| Reggina     | Regio de Calabria | Oreste Granillo              | 27 543    | Domenico Toscano  | Francesco De Rose   |
| SPAL        | Ferrara           | Paolo Mazza                  | 19 000    | Pasquale Marino   | Sergio Floccari     |
| Ternana     | Terni             | Libero Liberati              | 22 000    | Fabio Gallo       | Marino Defendi      |
| Vicenza     | Vicenza           | Comunal Romeo Menti          | 13 173    | Domenico Di Carlo | Nicola Bizzotto     |

- Originalmente Chievo Verona iba a ser parte de este torneo. Pero fue expulsado por no garantizar la estabilidad económica necesaria para competir.[2]

### Cambios de entrenadores
| Equipo | Entrenador (Jornadas) | Fecha de vacante | Tipo de salida | Posición en la tabla | Entrenador entrante | Fecha de nombramiento |
| ------ | --------------------- | ---------------- | -------------- | -------------------- | ------------------- | --------------------- |

### Equipos por región
| Región histórica o Departamento | N.º | Equipos                                                  |
| ------------------------------- | --- | -------------------------------------------------------- |
| Lombardía                       | 4   | Brescia Calcio, Como 1907, A. C. Monza y U. S. Cremonese |
| Calabria                        | 3   | Cosenza Calcio, F. C. Crotone y Reggina 1914             |
| Véneto                          | 2   | Cittadella y Vicenza Virtus                              |
| Emilia-Romaña                   | 2   | Parma Calcio y SPAL                                      |
| Umbría                          | 2   | A. C. Perugia Calcio y Ternana Calcio                    |
| Apulia                          | 1   | U. S. Lecce                                              |
| Campania                        | 1   | Benevento Calcio                                         |
| Friuli-Venecia Julia            | 1   | Pordenone Calcio                                         |
| Lacio                           | 1   | Frosinone Calcio                                         |
| Marcas                          | 1   | Ascoli Calcio                                            |
| Piamonte                        | 1   | U. S. Alessandria                                        |
| Toscana                         | 1   | A. C. Pisa 1909                                          |

## Desarrollo

### Clasificación
| Pos. | Equipo          | Pts. | PJ | G  | E  | P  | GF | GC | Dif. | Clasificación 2022–23                  |
| ---- | --------------- | ---- | -- | -- | -- | -- | -- | -- | ---- | -------------------------------------- |
| 1    | Lecce (C, A)    | 71   | 38 | 19 | 14 | 5  | 59 | 31 | +28  | Ascenso a la Serie A                   |
| 2    | Cremonese (A)   | 69   | 38 | 20 | 9  | 9  | 57 | 39 | +18  | Ascenso a la Serie A                   |
| 3    | Pisa            | 67   | 38 | 18 | 13 | 7  | 48 | 35 | +13  | Play-offs (semifinal) para la Serie A  |
| 4    | Monza (A)       | 67   | 38 | 19 | 10 | 9  | 60 | 38 | +22  | Play-offs (semifinal) para la Serie A  |
| 5    | Brescia         | 66   | 38 | 17 | 15 | 6  | 55 | 35 | +20  | Play-offs (preliminar) para la Serie A |
| 6    | Ascoli          | 65   | 38 | 19 | 8  | 11 | 52 | 42 | +10  | Play-offs (preliminar) para la Serie A |
| 7    | Benevento       | 63   | 38 | 18 | 9  | 11 | 62 | 39 | +23  | Play-offs (preliminar) para la Serie A |
| 8    | Perugia         | 58   | 38 | 14 | 16 | 8  | 40 | 32 | +8   | Play-offs (preliminar) para la Serie A |
| 9    | Frosinone       | 58   | 38 | 15 | 13 | 10 | 58 | 45 | +13  |                                        |
| 10   | Ternana         | 54   | 38 | 15 | 9  | 14 | 58 | 61 | −3   |                                        |
| 11   | Cittadella      | 52   | 38 | 13 | 13 | 12 | 38 | 36 | +2   |                                        |
| 12   | Parma           | 49   | 38 | 11 | 16 | 11 | 48 | 43 | +5   |                                        |
| 13   | Como            | 47   | 38 | 11 | 14 | 13 | 49 | 54 | −5   |                                        |
| 14   | Reggina         | 46   | 38 | 13 | 9  | 16 | 31 | 49 | −18  |                                        |
| 15   | SPAL            | 42   | 38 | 9  | 15 | 14 | 46 | 54 | −8   |                                        |
| 16   | Cosenza         | 35   | 38 | 8  | 11 | 19 | 36 | 59 | −23  | Play-offs para la Serie C              |
| 17   | Vicenza (D)     | 34   | 38 | 9  | 7  | 22 | 38 | 59 | −21  | Play-offs para la Serie C              |
| 18   | Alessandria (D) | 34   | 38 | 8  | 10 | 20 | 37 | 59 | −22  | Descenso a la Serie C                  |
| 19   | Crotone (D)     | 26   | 38 | 4  | 14 | 20 | 41 | 61 | −20  | Descenso a la Serie C                  |
| 20   | Pordenone (D)   | 18   | 38 | 3  | 9  | 26 | 29 | 71 | −42  | Descenso a la Serie C                  |

 Fuente: Lega Serie B
Notas:
1. 1 2  Puntos en partidos directos: Pisa 6, Monza 0.
2. 1 2  Puntos en partidos directos: Perugia 4, Frosinone 1.
3. ↑  Reggina fue sancionado con la reducción de dos puntos.[3]
4. 1 2  Puntos en partidos directos: Vicenza 6, Alessandria 0.

### Evolución de la clasificación
| Equipo               | 01 | 02 | 03 | 04 | 05 | 06 | 07 | 08 | 09 | 10 | 11 | 12 | 13 | 14 | 15 | 16 | 17 | 18 | 19 | 20 | 21 | 22 | 23 | 24 | 25 | 26 | 27 | 28 | 29 | 30 | 31 | 32 | 33 | 34 | 35 | 36 | 37 | 38 |
| -------------------- | -- | -- | -- | -- | -- | -- | -- | -- | -- | -- | -- | -- | -- | -- | -- | -- | -- | -- | -- | -- | -- | -- | -- | -- | -- | -- | -- | -- | -- | -- | -- | -- | -- | -- | -- | -- | -- | -- |
| U. S. Lecce          | 20 | 15 | 16 | 12 | 10 | 6  | 4  | 3  | 4  | 5  | 3  | 2  | 3  | 3  | 3  | 2  | 3  | 4  | 5  | 3  | 1  | 1  | 2  | 1  | 2  | 1  | 1  | 1  | 2  | 2  | 4  | 2  | 2  | 1  | 2  | 1  | 1  | 1  |
| U. S. Cremonese      | 1  | 10 | 5  | 3  | 6  | 3  | 2  | 2  | 5  | 6  | 7  | 8  | 5  | 6  | 8  | 6  | 6  | 3  | 4  | 5  | 4  | 2  | 1  | 2  | 3  | 2  | 3  | 2  | 3  | 1  | 1  | 1  | 1  | 3  | 1  | 2  | 3  | 2  |
| A. C. Pisa 1909      | 7  | 3  | 2  | 1  | 1  | 1  | 1  | 1  | 1  | 1  | 1  | 3  | 2  | 1  | 2  | 1  | 1  | 1  | 1  | 1  | 2  | 3  | 4  | 3  | 4  | 5  | 4  | 3  | 1  | 3  | 2  | 3  | 4  | 6  | 5  | 6  | 4  | 3  |
| A. C. Monza          | 12 | 8  | 9  | 10 | 14 | 11 | 13 | 13 | 11 | 10 | 9  | 11 | 8  | 8  | 5  | 5  | 5  | 6  | 6  | 6  | 7  | 5  | 5  | 5  | 5  | 6  | 6  | 5  | 5  | 4  | 3  | 4  | 3  | 2  | 3  | 3  | 2  | 4  |
| Brescia Calcio       | 2  | 1  | 1  | 2  | 3  | 2  | 3  | 4  | 2  | 4  | 2  | 1  | 1  | 2  | 1  | 3  | 2  | 2  | 2  | 2  | 3  | 4  | 3  | 4  | 1  | 3  | 2  | 4  | 4  | 5  | 5  | 5  | 5  | 4  | 6  | 5  | 6  | 5  |
| Ascoli Calcio        | 4  | 4  | 3  | 5  | 2  | 4  | 5  | 5  | 9  | 9  | 13 | 10 | 7  | 7  | 6  | 7  | 9  | 10 | 9  | 8  | 9  | 9  | 9  | 7  | 9  | 7  | 9  | 8  | 8  | 7  | 8  | 7  | 7  | 7  | 7  | 7  | 7  | 6  |
| Benevento Calcio     | 3  | 11 | 11 | 9  | 4  | 5  | 6  | 6  | 3  | 2  | 4  | 6  | 11 | 5  | 4  | 4  | 4  | 5  | 3  | 4  | 6  | 6  | 7  | 6  | 6  | 4  | 5  | 6  | 6  | 6  | 6  | 6  | 6  | 5  | 4  | 4  | 5  | 7  |
| A. C. Perugia Calcio | 6  | 12 | 12 | 11 | 9  | 10 | 9  | 7  | 8  | 8  | 8  | 12 | 9  | 10 | 9  | 9  | 8  | 9  | 10 | 10 | 10 | 8  | 8  | 9  | 8  | 9  | 10 | 9  | 9  | 9  | 9  | 9  | 9  | 9  | 9  | 9  | 9  | 8  |
| Frosinone Calcio     | 10 | 5  | 7  | 6  | 5  | 7  | 8  | 10 | 7  | 7  | 6  | 5  | 4  | 4  | 7  | 8  | 10 | 8  | 7  | 7  | 5  | 7  | 6  | 8  | 7  | 8  | 7  | 7  | 7  | 8  | 7  | 8  | 8  | 8  | 8  | 8  | 8  | 9  |
| Ternana Calcio       | 19 | 17 | 19 | 17 | 15 | 15 | 15 | 14 | 10 | 14 | 16 | 13 | 13 | 13 | 13 | 11 | 12 | 12 | 13 | 12 | 12 | 13 | 14 | 13 | 13 | 14 | 13 | 14 | 12 | 13 | 12 | 11 | 13 | 11 | 11 | 10 | 10 | 10 |
| Cittadella           | 5  | 2  | 6  | 4  | 8  | 12 | 7  | 9  | 12 | 16 | 12 | 9  | 10 | 11 | 10 | 10 | 7  | 7  | 8  | 9  | 8  | 10 | 10 | 10 | 10 | 10 | 8  | 10 | 10 | 10 | 10 | 10 | 11 | 10 | 10 | 11 | 11 | 11 |
| Parma Calcio         | 11 | 6  | 4  | 8  | 12 | 13 | 12 | 12 | 15 | 13 | 10 | 14 | 14 | 14 | 14 | 15 | 15 | 13 | 12 | 13 | 13 | 11 | 13 | 14 | 14 | 13 | 14 | 13 | 14 | 12 | 14 | 14 | 10 | 12 | 13 | 13 | 13 | 12 |
| Como 1907            | 8  | 13 | 14 | 16 | 17 | 16 | 16 | 16 | 16 | 15 | 11 | 7  | 12 | 12 | 12 | 13 | 11 | 11 | 11 | 11 | 11 | 12 | 11 | 11 | 11 | 11 | 12 | 12 | 13 | 14 | 13 | 12 | 12 | 13 | 14 | 14 | 12 | 13 |
| Reggina 1914         | 13 | 7  | 8  | 7  | 7  | 8  | 10 | 8  | 6  | 3  | 5  | 4  | 6  | 9  | 11 | 12 | 13 | 14 | 14 | 14 | 15 | 14 | 12 | 12 | 12 | 12 | 11 | 11 | 11 | 11 | 11 | 13 | 14 | 14 | 12 | 12 | 14 | 14 |
| SPAL                 | 17 | 9  | 10 | 13 | 11 | 14 | 14 | 15 | 14 | 12 | 15 | 15 | 16 | 15 | 15 | 14 | 14 | 15 | 15 | 15 | 14 | 15 | 16 | 15 | 15 | 15 | 15 | 15 | 15 | 15 | 15 | 15 | 15 | 15 | 15 | 15 | 15 | 15 |
| Cosenza              | 15 | 19 | 13 | 14 | 13 | 9  | 11 | 11 | 13 | 11 | 14 | 16 | 15 | 16 | 16 | 16 | 17 | 17 | 17 | 17 | 17 | 17 | 17 | 17 | 17 | 17 | 17 | 17 | 17 | 17 | 18 | 18 | 18 | 18 | 17 | 17 | 17 | 16 |
| Vicenza Virtus       | 18 | 18 | 17 | 19 | 19 | 20 | 19 | 19 | 19 | 19 | 19 | 19 | 19 | 19 | 19 | 19 | 20 | 20 | 20 | 20 | 20 | 19 | 19 | 19 | 19 | 18 | 18 | 18 | 18 | 18 | 17 | 17 | 17 | 17 | 18 | 18 | 18 | 17 |
| U. S. Alessandria    | 14 | 16 | 18 | 18 | 20 | 18 | 18 | 18 | 18 | 17 | 17 | 18 | 17 | 17 | 17 | 17 | 16 | 16 | 16 | 16 | 16 | 16 | 15 | 16 | 16 | 16 | 16 | 16 | 16 | 16 | 16 | 16 | 16 | 16 | 16 | 16 | 16 | 18 |
| F. C. Crotone        | 9  | 14 | 15 | 15 | 16 | 17 | 17 | 17 | 17 | 18 | 18 | 17 | 18 | 18 | 18 | 18 | 18 | 18 | 18 | 18 | 18 | 18 | 18 | 18 | 18 | 19 | 19 | 19 | 19 | 19 | 19 | 19 | 19 | 19 | 19 | 19 | 19 | 19 |
| Pordenone Calcio     | 16 | 20 | 20 | 20 | 18 | 19 | 20 | 20 | 20 | 20 | 20 | 20 | 20 | 20 | 20 | 20 | 19 | 19 | 19 | 19 | 19 | 20 | 20 | 20 | 20 | 20 | 20 | 20 | 20 | 20 | 20 | 20 | 20 | 20 | 20 | 20 | 20 | 20 |

## Resultados
- Los horarios corresponden al huso horario de Italia (Hora de Europa Occidental): UTC+1 en horario estándar y UTC+2 en horario de verano.

### Partidos
| Frosinone  | 2 - 2 | Parma          | Benito Stirpe              | 20 de agosto | 20:30 |
| Pordenone  | 0 - 1 | Perugia        | Ottavio Bottecchia         | 21 de agosto | 18:00 |
| Cittadella | 1 - 0 | Vicenza Virtus | Piercesare Tombolato       | 21 de agosto | 20:30 |
| Reggina    | 0 - 0 | Monza          | Oreste Granillo            | 22 de agosto | 18:00 |
| Ternana    | 0 - 2 | Brescia        | Libero Liberati            | 22 de agosto | 18:00 |
| Benevento  | 4 - 3 | Alessandria    | Ciro Vigorito              | 22 de agosto | 20:30 |
| Cremonese  | 3 - 0 | Lecce          | Giovanni Zini              | 22 de agosto | 20:30 |
| Crotone    | 2 - 2 | Como           | Ezio Scida                 | 22 de agosto | 20:30 |
| Pisa       | 1 - 0 | SPAL           | Garibaldi-Romeo Anconetani | 22 de agosto | 20:30 |
| Ascoli     | 1 - 0 | Cosenza        | Cino e Lillo Del Duca      | 22 de agosto | 20:30 |

| Pisa           | 2 - 0 | Alessandria | Garibaldi-Romeo Anconetani | 27 de agosto | 18:00 |
| Brescia        | 5 - 1 | Cosenza     | Mario Rigamonti            | 27 de agosto | 20:30 |
| Vicenza Virtus | 0 - 2 | Frosinone   | Romeo Menti                | 28 de agosto | 18:00 |
| Perugia        | 2 - 3 | Ascoli      | Renato Curi                | 28 de agosto | 20:30 |
| Cittadella     | 4 - 2 | Crotone     | Piercesare Tombolato       | 29 de agosto | 18:00 |
| Lecce          | 1 - 1 | Como        | Via del Mare               | 29 de agosto | 20:30 |
| Monza          | 1 - 0 | Cremonese   | Brianteo                   | 29 de agosto | 20:30 |
| Parma          | 1 - 0 | Benevento   | Ennio Tardini              | 29 de agosto | 20:30 |
| Reggina        | 3 - 2 | Ternana     | Oreste Granillo            | 29 de agosto | 20:30 |
| SPAL           | 5 - 0 | Pordenone   | Paolo Mazza                | 29 de agosto | 20:30 |

| Benevento   | 0 - 0 | Lecce          | Ciro Vigorito         | 10 de septiembre | 20:30 |
| Alessandria | 1 - 3 | Brescia        | Giuseppe Moccagatta   | 11 de septiembre | 14:00 |
| Como        | 0 - 1 | Ascoli         | Giuseppe Sinigaglia   | 11 de septiembre | 14:00 |
| Frosinone   | 0 - 0 | Perugia        | Benito Stirpe         | 11 de septiembre | 14:00 |
| SPAL        | 1 - 1 | Monza          | Paolo Mazza           | 11 de septiembre | 14:00 |
| Ternana     | 1 - 4 | Pisa           | Libero Liberati       | 11 de septiembre | 16:15 |
| Crotone     | 1 - 1 | Reggina        | Ezio Scida            | 11 de septiembre | 18:30 |
| Cosenza     | 2 - 1 | Vicenza Virtus | San Vito-Gigi Marulla | 12 de septiembre | 14:00 |
| Cremonese   | 2 - 0 | Cittadella     | Giovanni Zini         | 12 de septiembre | 16:15 |
| Pordenone   | 0 - 4 | Parma          | Ottavio Bottecchia    | 12 de septiembre | 20:30 |

| Como           | 0 - 2 | Frosinone   | Giuseppe Sinigaglia   | 17 de septiembre | 18:00 |
| Brescia        | 2 - 2 | Crotone     | Mario Rigamonti       | 17 de septiembre | 20:30 |
| Ascoli         | 0 - 2 | Benevento   | Cino e Lillo Del Duca | 18 de septiembre | 14:00 |
| Lecce          | 3 - 2 | Alessandria | Via del Mare          | 18 de septiembre | 14:00 |
| Monza          | 1 - 1 | Ternana     | Brianteo              | 18 de septiembre | 14:00 |
| Reggina        | 2 - 1 | SPAL        | Oreste Granillo       | 18 de septiembre | 14:00 |
| Perugia        | 1 - 1 | Cosenza     | Renato Curi           | 18 de septiembre | 14:00 |
| Vicenza Virtus | 1 - 3 | Pisa        | Romeo Menti           | 18 de septiembre | 16:15 |
| Cittadella     | 1 - 0 | Pordenone   | Piercesare Tombolato  | 18 de septiembre | 18:30 |
| Parma          | 1 - 2 | Cremonese   | Ennio Tardini         | 19 de septiembre | 20:30 |

| Frosinone   | 2 - 2 | Brescia        | Benito Stirpe              | 20 de septiembre | 20:30 |
| Alessandria | 1 - 3 | Ascoli         | Giuseppe Moccagatta        | 21 de septiembre | 18:00 |
| Benevento   | 4 - 1 | Cittadella     | Ciro Vigorito              | 21 de septiembre | 18:00 |
| Crotone     | 0 - 3 | Lecce          | Ezio Scida                 | 21 de septiembre | 20:30 |
| Pisa        | 2 - 1 | Monza          | Garibaldi-Romeo Anconetani | 21 de septiembre | 20:30 |
| Pordenone   | 1 - 1 | Reggina        | Ottavio Bottecchia         | 21 de septiembre | 20:30 |
| SPAL        | 3 - 2 | Vicenza Virtus | Paolo Mazza                | 21 de septiembre | 20:30 |
| Cosenza     | 2 - 0 | Como           | San Vito-Gigi Marulla      | 21 de septiembre | 20:30 |
| Ternana     | 3 - 1 | Parma          | Libero Liberati            | 22 de septiembre | 18:00 |
| Cremonese   | 0 - 3 | Perugia        | Giovanni Zini              | 22 de septiembre | 20:30 |

| Ascoli         | 2 - 3 | Brescia     | Cino e Lillo Del Duca | 25 de septiembre | 14:00 |
| Cittadella     | 1 - 2 | Lecce       | Piercesare Tombolato  | 25 de septiembre | 14:00 |
| Como           | 1 - 1 | Benevento   | Giuseppe Sinigaglia   | 25 de septiembre | 14:00 |
| Monza          | 3 - 1 | Pordenone   | Brianteo              | 25 de septiembre | 14:00 |
| Reggina        | 0 - 0 | Frosinone   | Oreste Granillo       | 25 de septiembre | 16:15 |
| Cosenza        | 1 - 0 | Crotone     | San Vito-Gigi Marulla | 25 de septiembre | 18:30 |
| Perugia        | 1 - 1 | Alessandria | Renato Curi           | 26 de septiembre | 14:00 |
| Parma          | 1 - 1 | Pisa        | Ennio Tardini         | 26 de septiembre | 16:15 |
| Vicenza Virtus | 0 - 1 | Cremonese   | Romeo Menti           | 26 de septiembre | 20:30 |
| Ternana        | 1 - 0 | SPAL        | Libero Liberati       | 26 de septiembre | 20:30 |

| Lecce       | 3 - 0 | Monza          | Via del Mare               | 1 de octubre | 20:30 |
| Cremonese   | 2 - 0 | Ternana        | Giovanni Zini              | 2 de octubre | 14:00 |
| Crotone     | 2 - 2 | Ascoli         | Ezio Scida                 | 2 de octubre | 14:00 |
| Frosinone   | 0 - 1 | Cittadella     | Benito Stirpe              | 2 de octubre | 14:00 |
| Alessandria | 1 - 0 | Cosenza        | Giuseppe Moccagatta        | 2 de octubre | 14:00 |
| Pisa        | 2 - 0 | Reggina        | Garibaldi-Romeo Anconetani | 2 de octubre | 16:15 |
| SPAL        | 2 - 2 | Parma          | Paolo Mazza                | 2 de octubre | 18:30 |
| Brescia     | 2 - 4 | Como           | Mario Rigamonti            | 3 de octubre | 14:00 |
| Pordenone   | 2 - 4 | Vicenza Virtus | Ottavio Bottecchia         | 3 de octubre | 16:15 |
| Benevento   | 0 - 0 | Perugia        | Ciro Vigorito              | 3 de octubre | 20:30 |

| Ascoli         | 1 - 1 | Lecce       | Cino e Lillo Del Duca | 16 de octubre | 14:00 |
| Crotone        | 2 - 1 | Pisa        | Ezio Scida            | 16 de octubre | 14:00 |
| Vicenza Virtus | 0 - 1 | Reggina     | Romeo Menti           | 16 de octubre | 14:00 |
| Pordenone      | 1 - 3 | Ternana     | Ottavio Bottecchia    | 16 de octubre | 14:00 |
| Perugia        | 1 - 0 | Brescia     | Renato Curi           | 16 de octubre | 16:15 |
| Cosenza        | 1 - 1 | Frosinone   | San Vito-Gigi Marulla | 16 de octubre | 16:15 |
| Como           | 2 - 0 | Alessandria | Giuseppe Sinigaglia   | 16 de octubre | 18:30 |
| Cremonese      | 1 - 1 | Benevento   | Giovanni Zini         | 17 de octubre | 14:00 |
| Parma          | 0 - 0 | Monza       | Ennio Tardini         | 17 de octubre | 16:15 |
| Cittadella     | 0 - 0 | SPAL        | Piercesare Tombolato  | 17 de octubre | 20:30 |

| Alessandria | 1 - 0 | Crotone        | Giuseppe Moccagatta        | 22 de octubre | 20:30 |
| Lecce       | 0 - 0 | Perugia        | Via del Mare               | 23 de octubre | 14:00 |
| Monza       | 1 - 0 | Cittadella     | Brianteo                   | 23 de octubre | 14:00 |
| Ternana     | 5 - 0 | Vicenza Virtus | Libero Liberati            | 23 de octubre | 14:00 |
| Benevento   | 3 - 0 | Cosenza        | Ciro Vigorito              | 23 de octubre | 14:00 |
| Frosinone   | 2 - 1 | Ascoli         | Benito Stirpe              | 23 de octubre | 16:15 |
| Brescia     | 1 - 0 | Cremonese      | Mario Rigamonti            | 23 de octubre | 18:30 |
| Pisa        | 1 - 1 | Pordenone      | Garibaldi-Romeo Anconetani | 24 de octubre | 14:00 |
| Reggina     | 2 - 1 | Parma          | Oreste Granillo            | 24 de octubre | 16:15 |
| SPAL        | 1 - 1 | Como           | Paolo Mazza                | 24 de octubre | 20:30 |

| Cosenza        | 3 - 1 | Ternana   | San Vito-Gigi Marulla | 27 de octubre | 18:00 |
| Vicenza Virtus | 1 - 1 | Monza     | Romeo Menti           | 27 de octubre | 20:30 |
| Alessandria    | 1 - 1 | Frosinone | Giuseppe Moccagatta   | 28 de octubre | 18:00 |
| Ascoli         | 0 - 1 | SPAL      | Cino e Lillo Del Duca | 28 de octubre | 18:00 |
| Brescia        | 1 - 1 | Lecce     | Mario Rigamonti       | 28 de octubre | 18:00 |
| Cittadella     | 1 - 2 | Parma     | Piercesare Tombolato  | 28 de octubre | 20:30 |
| Como           | 1 - 0 | Pordenone | Giuseppe Sinigaglia   | 28 de octubre | 20:30 |
| Cremonese      | 1 - 1 | Pisa      | Giovanni Zini         | 28 de octubre | 20:30 |
| Crotone        | 0 - 2 | Benevento | Ezio Scida            | 28 de octubre | 20:30 |
| Perugia        | 0 - 2 | Reggina   | Renato Curi           | 28 de octubre | 20:30 |

| Benevento | 0 - 1 | Brescia        | Ciro Vigorito              | 1 de noviembre | 12:30 |
| Frosinone | 2 - 1 | Crotone        | Benito Stirpe              | 1 de noviembre | 15:00 |
| Monza     | 1 - 0 | Alessandria    | Brianteo                   | 1 de noviembre | 15:00 |
| Reggina   | 0 - 1 | Cittadella     | Oreste Granillo            | 1 de noviembre | 15:00 |
| SPAL      | 1 - 2 | Perugia        | Paolo Mazza                | 1 de noviembre | 15:00 |
| Ternana   | 1 - 2 | Como           | Libero Liberati            | 1 de noviembre | 15:00 |
| Lecce     | 3 - 1 | Cosenza        | Via del Mare               | 1 de noviembre | 15:00 |
| Parma     | 1 - 0 | Vicenza Virtus | Ennio Tardini              | 1 de noviembre | 18:00 |
| Pisa      | 1 - 1 | Ascoli         | Garibaldi-Romeo Anconetani | 1 de noviembre | 18:00 |
| Pordenone | 2 - 2 | Cremonese      | Ottavio Bottecchia         | 1 de noviembre | 18:00 |

| Cosenza     | 0 - 1 | Reggina        | San Vito-Gigi Marulla | 5 de noviembre | 20:30 |
| Alessandria | 0 - 2 | Ternana        | Giuseppe Moccagatta   | 6 de noviembre | 14:00 |
| Como        | 4 - 1 | Perugia        | Giuseppe Sinigaglia   | 6 de noviembre | 14:00 |
| Cremonese   | 1 - 1 | SPAL           | Giovanni Zini         | 6 de noviembre | 14:00 |
| Ascoli      | 2 - 1 | Vicenza Virtus | Cino e Lillo Del Duca | 6 de noviembre | 15:00 |
| Brescia     | 1 - 0 | Pordenone      | Mario Rigamonti       | 6 de noviembre | 16:15 |
| Benevento   | 1 - 4 | Frosinone      | Ciro Vigorito         | 6 de noviembre | 18:30 |
| Lecce       | 4 - 0 | Parma          | Via del Mare          | 7 de noviembre | 14:00 |
| Crotone     | 1 - 1 | Monza          | Ezio Scida            | 7 de noviembre | 16:15 |
| Cittadella  | 2 - 0 | Pisa           | Piercesare Tombolato  | 7 de noviembre | 20:30 |

| Frosinone      | 0 - 0 | Lecce       | Benito Stirpe              | 20 de noviembre | 14:00 |
| Pordenone      | 0 - 1 | Ascoli      | Ottavio Bottecchia         | 20 de noviembre | 14:00 |
| SPAL           | 2 - 3 | Alessandria | Paolo Mazza                | 20 de noviembre | 14:00 |
| Ternana        | 1 - 1 | Cittadella  | Libero Liberati            | 20 de noviembre | 14:00 |
| Perugia        | 2 - 0 | Crotone     | Renato Curi                | 20 de noviembre | 16:15 |
| Vicenza Virtus | 2 - 3 | Brescia     | Romeo Menti                | 20 de noviembre | 18:30 |
| Reggina        | 1 - 2 | Cremonese   | Oreste Granillo            | 21 de noviembre | 14:00 |
| Parma          | 1 - 1 | Cosenza     | Ennio Tardini              | 21 de noviembre | 14:00 |
| Monza          | 3 - 2 | Como        | Brianteo                   | 21 de noviembre | 16:15 |
| Pisa           | 1 - 0 | Benevento   | Garibaldi-Romeo Anconetani | 21 de noviembre | 20:30 |

| Crotone     | 0 - 1 | Vicenza Virtus | Ezio Scida            | 26 de noviembre | 18:00 |
| Lecce       | 3 - 3 | Ternana        | Via del Mare          | 26 de noviembre | 20:30 |
| Alessandria | 1 - 0 | Cremonese      | Giuseppe Moccagatta   | 27 de noviembre | 14:00 |
| Ascoli      | 1 - 1 | Monza          | Cino e Lillo Del Duca | 27 de noviembre | 14:00 |
| Benevento   | 4 - 0 | Reggina        | Ciro Vigorito         | 27 de noviembre | 14:00 |
| Frosinone   | 2 - 2 | Pordenone      | Benito Stirpe         | 27 de noviembre | 14:00 |
| Cosenza     | 0 - 1 | SPAL           | San Vito-Gigi Marulla | 27 de noviembre | 14:00 |
| Brescia     | 0 - 1 | Pisa           | Mario Rigamonti       | 27 de noviembre | 16:15 |
| Perugia     | 1 - 1 | Cittadella     | Renato Curi           | 27 de noviembre | 18:30 |
| Como        | 1 - 1 | Parma          | Giuseppe Sinigaglia   | 28 de noviembre | 20:30 |

| Ternana        | 1 - 0 | Crotone     | Libero Liberati            | 29 de noviembre | 20:30 |
| Cremonese      | 1 - 1 | Frosinone   | Giovanni Zini              | 30 de noviembre | 18:00 |
| Pisa           | 1 - 1 | Perugia     | Garibaldi-Romeo Anconetani | 30 de noviembre | 18:30 |
| Vicenza Virtus | 2 - 3 | Benevento   | Romeo Menti                | 30 de noviembre | 20:30 |
| Pordenone      | 2 - 0 | Alessandria | Ottavio Bottecchia         | 30 de noviembre | 20:30 |
| Reggina        | 1 - 2 | Ascoli      | Oreste Granillo            | 30 de noviembre | 20:30 |
| SPAL           | 1 - 3 | Lecce       | Paolo Mazza                | 30 de noviembre | 20:30 |
| Monza          | 4 - 1 | Cosenza     | Brianteo                   | 30 de noviembre | 20:30 |
| Parma          | 0 - 1 | Brescia     | Ennio Tardini              | 1 de diciembre  | 18:00 |
| Cittadella     | 2 - 2 | Como        | Piercesare Tombolato       | 1 de diciembre  | 20:30 |

| Perugia     | 1 - 0 | Vicenza Virtus | Renato Curi           | 3 de diciembre | 20:30 |
| Benevento   | 2 - 1 | Pordenone      | Ciro Vigorito         | 4 de diciembre | 14:00 |
| Crotone     | 1 - 2 | SPAL           | Ezio Scida            | 4 de diciembre | 14:00 |
| Frosinone   | 1 - 1 | Ternana        | Benito Stirpe         | 4 de diciembre | 14:00 |
| Cosenza     | 0 - 2 | Cremonese      | San Vito-Gigi Marulla | 4 de diciembre | 14:00 |
| Lecce       | 2 - 0 | Reggina        | Via del Mare          | 4 de diciembre | 16:15 |
| Ascoli      | 0 - 0 | Parma          | Cino e Lillo Del Duca | 5 de diciembre | 14:00 |
| Como        | 0 - 1 | Pisa           | Giuseppe Sinigaglia   | 5 de diciembre | 14:00 |
| Brescia     | 0 - 2 | Monza          | Mario Rigamonti       | 5 de diciembre | 16:15 |
| Alessandria | 0 - 1 | Cittadella     | Giuseppe Moccagatta   | 5 de diciembre | 20:30 |

| Cremonese      | 3 - 2 | Crotone     | Giovanni Zini              | 10 de diciembre | 18:00 |
| Ternana        | 0 - 2 | Benevento   | Libero Liberati            | 10 de diciembre | 20:30 |
| Cittadella     | 2 - 0 | Ascoli      | Piercesare Tombolato       | 11 de diciembre | 14:00 |
| Monza          | 3 - 2 | Frosinone   | Brianteo                   | 11 de diciembre | 14:00 |
| SPAL           | 0 - 2 | Brescia     | Paolo Mazza                | 11 de diciembre | 14:00 |
| Pordenone      | 1 - 1 | Cosenza     | Ottavio Bottecchia         | 11 de diciembre | 14:00 |
| Pisa           | 1 - 0 | Lecce       | Garibaldi-Romeo Anconetani | 11 de diciembre | 16:15 |
| Parma          | 1 - 1 | Perugia     | Ennio Tardini              | 12 de diciembre | 14:00 |
| Vicenza Virtus | 0 - 1 | Como        | Romeo Menti                | 12 de diciembre | 16:15 |
| Reggina        | 0 - 4 | Alessandria | Oreste Granillo            | 12 de diciembre | 20:30 |

| Cosenza     | 0 - 2 | Pisa           | San Vito-Gigi Marulla | 18 de diciembre | 14:00 |
| Ascoli      | 1 - 4 | Cremonese      | Cino e Lillo Del Duca | 18 de diciembre | 15:00 |
| Como        | 1 - 1 | Reggina        | Giuseppe Sinigaglia   | 18 de diciembre | 15:00 |
| Crotone     | 4 - 1 | Pordenone      | Ezio Scida            | 18 de diciembre | 15:00 |
| Frosinone   | 4 - 0 | SPAL           | Benito Stirpe         | 18 de diciembre | 15:00 |
| Alessandria | 0 - 2 | Parma          | Giuseppe Moccagatta   | 19 de diciembre | 14:00 |
| Brescia     | 1 - 1 | Cittadella     | Mario Rigamonti       | 19 de diciembre | 14:00 |
| Perugia     | 1 - 1 | Ternana        | Renato Curi           | 19 de diciembre | 16:15 |
| Benevento   | 3 - 1 | Monza          | Ciro Vigorito         | 13 de enero     | 20:30 |
| Lecce       | 2 - 1 | Vicenza Virtus | Via del Mare          | 26 de enero     | 20:00 |

| Ternana        | 2 - 4 | Ascoli      | Libero Liberati            | 14 de enero | 20:30 |
| Cremonese      | 2 - 0 | Como        | Giovanni Zini              | 15 de enero | 14:00 |
| Reggina        | 0 - 2 | Brescia     | Oreste Granillo            | 15 de enero | 14:00 |
| Pisa           | 1 - 3 | Frosinone   | Garibaldi-Romeo Anconetani | 15 de enero | 16:15 |
| Monza          | 2 - 2 | Perugia     | Brianteo                   | 16 de enero | 16:15 |
| Pordenone      | 0 - 1 | Lecce       | Ottavio Bottecchia         | 16 de enero | 16:15 |
| SPAL           | 1 - 1 | Benevento   | Paolo Mazza                | 16 de enero | 16:15 |
| Parma          | 1 - 1 | Crotone     | Ennio Tardini              | 30 de enero | 14:30 |
| Cittadella     | 1 - 1 | Cosenza     | Piercesare Tombolato       | 30 de enero | 14:30 |
| Vicenza Virtus | 2 - 1 | Alessandria | Romeo Menti                | 30 de enero | 14:30 |

| Parma          | 0 - 1 | Frosinone  | Ennio Tardini         | 21 de enero | 20:30 |
| Alessandria    | 2 - 0 | Benevento  | Giuseppe Moccagatta   | 22 de enero | 14:00 |
| SPAL           | 0 - 0 | Pisa       | Paolo Mazza           | 22 de enero | 14:00 |
| Monza          | 1 - 0 | Reggina    | Brianteo              | 22 de enero | 14:00 |
| Brescia        | 1 - 1 | Ternana    | Mario Rigamonti       | 22 de enero | 14:00 |
| Como           | 1 - 1 | Crotone    | Giuseppe Sinigaglia   | 22 de enero | 14:00 |
| Cosenza        | 1 - 3 | Ascoli     | San Vito-Gigi Marulla | 22 de enero | 14:00 |
| Perugia        | 0 - 1 | Pordenone  | Renato Curi           | 22 de enero | 16:15 |
| Vicenza Virtus | 3 - 3 | Cittadella | Romeo Menti           | 23 de enero | 16:15 |
| Lecce          | 2 - 1 | Cremonese  | Via del Mare          | 23 de enero | 18:30 |

| Crotone     | 0 - 0 | Cittadella     | Ezio Scida            | 5 de febrero | 14:00 |
| Como        | 1 - 1 | Lecce          | Giuseppe Sinigaglia   | 5 de febrero | 14:00 |
| Benevento   | 0 - 0 | Parma          | Ciro Vigorito         | 5 de febrero | 14:00 |
| Alessandria | 1 - 1 | Pisa           | Giuseppe Moccagatta   | 5 de febrero | 14:00 |
| Ternana     | 2 - 0 | Reggina        | Libero Liberati       | 5 de febrero | 14:00 |
| Cosenza     | 0 - 0 | Brescia        | San Vito-Gigi Marulla | 5 de febrero | 14:00 |
| Frosinone   | 2 - 0 | Vicenza Virtus | Benito Stirpe         | 5 de febrero | 16:15 |
| Ascoli      | 0 - 1 | Perugia        | Cino e Lillo Del Duca | 5 de febrero | 18:30 |
| Cremonese   | 3 - 2 | Monza          | Giovanni Zini         | 6 de febrero | 16:15 |
| Pordenone   | 1 - 1 | SPAL           | Ottavio Bottecchia    | 6 de febrero | 16:15 |

| Cittadella     | 0 - 2 | Cremonese   | Piercesare Tombolato       | 12 de febrero | 14:00 |
| Parma          | 4 - 1 | Pordenone   | Ennio Tardini              | 12 de febrero | 14:00 |
| Monza          | 4 - 0 | SPAL        | Brianteo                   | 12 de febrero | 14:00 |
| Pisa           | 0 - 0 | Ternana     | Garibaldi-Romeo Anconetani | 12 de febrero | 14:00 |
| Vicenza Virtus | 0 - 0 | Cosenza     | Romeo Menti                | 12 de febrero | 14:00 |
| Reggina        | 1 - 0 | Crotone     | Oreste Granillo            | 12 de febrero | 16:15 |
| Perugia        | 3 - 0 | Frosinone   | Renato Curi                | 12 de febrero | 16:15 |
| Brescia        | 1 - 1 | Alessandria | Mario Rigamonti            | 13 de febrero | 15:30 |
| Lecce          | 1 - 1 | Benevento   | Via del Mare               | 13 de febrero | 15:30 |
| Ascoli         | 1 - 1 | Como        | Cino e Lillo Del Duca      | 13 de febrero | 15:30 |

| Pordenone   | 0 - 1 | Cittadella     | Ottavio Bottecchia         | 15 de febrero | 18:30 |
| Pisa        | 2 - 2 | Vicenza Virtus | Garibaldi-Romeo Anconetani | 15 de febrero | 18:30 |
| Ternana     | 0 - 1 | Monza          | Libero Liberati            | 15 de febrero | 18:30 |
| Cremonese   | 3 - 1 | Parma          | Giovanni Zini              | 15 de febrero | 18:30 |
| SPAL        | 1 - 3 | Reggina        | Paolo Mazza                | 15 de febrero | 18:30 |
| Cosenza     | 1 - 2 | Perugia        | San Vito-Gigi Marulla      | 15 de febrero | 18:30 |
| Benevento   | 0 - 2 | Ascoli         | Ciro Vigorito              | 16 de febrero | 18:30 |
| Crotone     | 0 - 1 | Brescia        | Ezio Scida                 | 16 de febrero | 18:30 |
| Frosinone   | 1 - 2 | Como           | Benito Stirpe              | 16 de febrero | 18:30 |
| Alessandria | 1 - 1 | Lecce          | Giuseppe Moccagatta        | 16 de febrero | 18:30 |

| Ascoli         | 3 - 0 | Alessandria | Cino e Lillo Del Duca | 19 de febrero | 14:00 |
| Monza          | 1 - 2 | Pisa        | Brianteo              | 19 de febrero | 14:00 |
| Reggina        | 2 - 0 | Pordenone   | Oreste Granillo       | 19 de febrero | 14:00 |
| Vicenza Virtus | 1 - 1 | SPAL        | Romeo Menti           | 19 de febrero | 14:00 |
| Parma          | 2 - 3 | Ternana     | Ennio Tardini         | 19 de febrero | 14:00 |
| Perugia        | 0 - 0 | Cremonese   | Renato Curi           | 19 de febrero | 16:15 |
| Cittadella     | 0 - 1 | Benevento   | Piercesare Tombolato  | 20 de febrero | 15:30 |
| Lecce          | 3 - 0 | Crotone     | Via del Mare          | 20 de febrero | 15:30 |
| Brescia        | 2 - 2 | Frosinone   | Mario Rigamonti       | 20 de febrero | 15:30 |
| Como           | 2 - 1 | Cosenza     | Giuseppe Sinigaglia   | 20 de febrero | 15:30 |

| Cremonese   | 0 - 0 | Vicenza Virtus | Giovanni Zini              | 22 de febrero | 18:30 |
| Pordenone   | 1 - 4 | Monza          | Ottavio Bottecchia         | 22 de febrero | 18:30 |
| Pisa        | 0 - 0 | Parma          | Garibaldi-Romeo Anconetani | 22 de febrero | 18:30 |
| Alessandria | 1 - 2 | Perugia        | Giuseppe Moccagatta        | 22 de febrero | 18:30 |
| SPAL        | 5 - 1 | Ternana        | Paolo Mazza                | 22 de febrero | 18:30 |
| Brescia     | 2 - 0 | Ascoli         | Mario Rigamonti            | 23 de febrero | 18:30 |
| Lecce       | 1 - 2 | Cittadella     | Via del Mare               | 23 de febrero | 18:30 |
| Benevento   | 5 - 0 | Como           | Ciro Vigorito              | 23 de febrero | 18:30 |
| Frosinone   | 3 - 0 | Reggina        | Benito Stirpe              | 23 de febrero | 18:30 |
| Crotone     | 3 - 3 | Cosenza        | Ezio Scida                 | 23 de febrero | 18:30 |

| Como           | 1 - 1 | Brescia     | Giuseppe Sinigaglia   | 26 de febrero | 14:00 |
| Ternana        | 1 - 2 | Cremonese   | Libero Liberati       | 26 de febrero | 14:00 |
| Vicenza Virtus | 1 - 0 | Pordenone   | Romeo Menti           | 26 de febrero | 14:00 |
| Parma          | 4 - 0 | SPAL        | Ennio Tardini         | 26 de febrero | 14:00 |
| Cosenza        | 2 - 1 | Alessandria | San Vito-Gigi Marulla | 26 de febrero | 14:00 |
| Perugia        | 0 - 1 | Benevento   | Renato Curi           | 26 de febrero | 16:15 |
| Ascoli         | 2 - 1 | Crotone     | Cino e Lillo Del Duca | 27 de febrero | 15:30 |
| Cittadella     | 3 - 0 | Frosinone   | Piercesare Tombolato  | 27 de febrero | 15:30 |
| Monza          | 0 - 1 | Lecce       | Brianteo              | 27 de febrero | 15:30 |
| Reggina        | 1 - 0 | Pisa        | Oreste Granillo       | 27 de febrero | 15:30 |

| Benevento   | 1 - 1 | Cremonese      | Ciro Vigorito              | 1 de marzo | 18:30 |
| Brescia     | 2 - 1 | Perugia        | Mario Rigamonti            | 1 de marzo | 18:30 |
| Ternana     | 1 - 0 | Pordenone      | Libero Liberati            | 1 de marzo | 18:30 |
| Alessandria | 1 - 1 | Como           | Giuseppe Moccagatta        | 1 de marzo | 18:30 |
| Lecce       | 3 - 1 | Ascoli         | Via del Mare               | 2 de marzo | 18:30 |
| SPAL        | 0 - 0 | Cittadella     | Paolo Mazza                | 2 de marzo | 18:30 |
| Pisa        | 3 - 2 | Crotone        | Garibaldi-Romeo Anconetani | 2 de marzo | 18:30 |
| Reggina     | 3 - 1 | Vicenza Virtus | Oreste Granillo            | 2 de marzo | 18:30 |
| Monza       | 1 - 1 | Parma          | Brianteo                   | 2 de marzo | 18:30 |
| Frosinone   | 1 - 0 | Cosenza        | Benito Stirpe              | 2 de marzo | 18:30 |

| Cittadella     | 1 - 2 | Monza       | Piercesare Tombolato  | 5 de marzo  | 14:00 |
| Pordenone      | 0 - 1 | Pisa        | Ottavio Bottecchia    | 5 de marzo  | 14:00 |
| Parma          | 1 - 1 | Reggina     | Ennio Tardini         | 5 de marzo  | 14:00 |
| Como           | 0 - 2 | SPAL        | Giuseppe Sinigaglia   | 5 de marzo  | 14:00 |
| Cremonese      | 2 - 1 | Brescia     | Giovanni Zini         | 5 de marzo  | 16:15 |
| Crotone        | 0 - 0 | Alessandria | Ezio Scida            | 6 de marzo  | 15:30 |
| Ascoli         | 1 - 1 | Frosinone   | Cino e Lillo Del Duca | 6 de marzo  | 15:30 |
| Perugia        | 1 - 1 | Lecce       | Renato Curi           | 6 de marzo  | 15:30 |
| Vicenza Virtus | 3 - 1 | Ternana     | Romeo Menti           | 6 de marzo  | 15:30 |
| Cosenza        | 1 - 0 | Benevento   | San Vito-Gigi Marulla | 14 de abril | 20:00 |

| Parma     | 1 - 1 | Cittadella     | Ennio Tardini              | 11 de marzo | 20:30 |
| Lecce     | 1 - 1 | Brescia        | Via del Mare               | 12 de marzo | 14:00 |
| Reggina   | 0 - 1 | Perugia        | Oreste Granillo            | 12 de marzo | 14:00 |
| Ternana   | 2 - 0 | Cosenza        | Libero Liberati            | 12 de marzo | 14:00 |
| Frosinone | 3 - 0 | Alessandria    | Benito Stirpe              | 12 de marzo | 16:15 |
| SPAL      | 1 - 2 | Ascoli         | Paolo Mazza                | 12 de marzo | 16:15 |
| Pordenone | 1 - 1 | Como           | Ottavio Bottecchia         | 12 de marzo | 16:15 |
| Benevento | 3 - 1 | Crotone        | Ciro Vigorito              | 12 de marzo | 16:15 |
| Monza     | 4 - 0 | Vicenza Virtus | Brianteo                   | 12 de marzo | 16:15 |
| Pisa      | 3 - 0 | Cremonese      | Garibaldi-Romeo Anconetani | 13 de marzo | 15:30 |

| Como           | 1 - 1 | Ternana   | Giuseppe Sinigaglia   | 15 de marzo | 18:30 |
| Crotone        | 2 - 0 | Frosinone | Comunale Ezio Scida   | 15 de marzo | 18:30 |
| Cittadella     | 0 - 0 | Reggina   | Piercesare Tombolato  | 15 de marzo | 18:30 |
| Brescia        | 2 - 2 | Benevento | Mario Rigamonti       | 15 de marzo | 18:30 |
| Vicenza Virtus | 0 - 1 | Parma     | Romeo Menti           | 15 de marzo | 18:30 |
| Cosenza        | 2 - 2 | Lecce     | San Vito-Gigi Marulla | 15 de marzo | 18:30 |
| Alessandria    | 0 - 3 | Monza     | Giuseppe Moccagatta   | 15 de marzo | 20:30 |
| Cremonense     | 2 - 1 | Pordenone | Giovanni Zini         | 16 de marzo | 18:30 |
| Perugia        | 1 - 1 | SPAL      | Renato Curi           | 16 de marzo | 18:30 |
| Ascoli         | 2 - 0 | Pisa      | Cino e Lillo Del Duca | 16 de marzo | 18:30 |

| Ternana        | 3 - 0 | Alessandria | Libero Liberati            | 19 de marzo | 14:00 |
| Monza          | 1 - 0 | Crotone     | Brianteo                   | 19 de marzo | 14:00 |
| Parma          | 0 - 0 | Lecce       | Ennio Tardini              | 19 de marzo | 14:00 |
| Reggina        | 1 - 0 | Cosenza     | Oreste Granillo            | 19 de marzo | 14:00 |
| Frosinone      | 2 - 0 | Benevento   | Benito Stirpe              | 19 de marzo | 16:15 |
| Vicenza Virtus | 2 - 0 | Ascoli      | Romeo Menti                | 20 de marzo | 14:00 |
| Pisa           | 1 - 0 | Cittadella  | Garibaldi-Romeo Anconetani | 20 de marzo | 14:00 |
| Perugia        | 0 - 1 | Como        | Renato Curi                | 20 de marzo | 14:00 |
| Pordenone      | 1 - 1 | Brescia     | Ottavio Bottecchia         | 20 de marzo | 16:15 |
| SPAL           | 0 - 2 | Cremonese   | Paolo Mazza                | 20 de marzo | 16:15 |

| Lecce       | 1 - 0 | Frosinone      | Via del Mare          | 2 de abril | 14:00 |
| Ascoli      | 1 - 0 | Pordenone      | Cino e Lillo Del Duca | 2 de abril | 14:00 |
| Cremonese   | 1 - 1 | Reggina        | Giovanni Zini         | 2 de abril | 14:00 |
| Alessandria | 2 - 2 | SPAL           | Giuseppe Moccagatta   | 2 de abril | 14:00 |
| Cittadella  | 1 - 2 | Ternana        | Piercesare Tombolato  | 2 de abril | 14:00 |
| Cosenza     | 1 - 3 | Parma          | San Vito-Gigi Marulla | 2 de abril | 14:00 |
| Benevento   | 5 - 1 | Pisa           | Ciro Vigorito         | 2 de abril | 16:15 |
| Brescia     | 2 - 0 | Vicenza Virtus | Mario Rigamonti       | 3 de abril | 15:30 |
| Como        | 2 - 0 | Monza          | Giuseppe Sinigaglia   | 3 de abril | 15:30 |
| Crotone     | 1 - 1 | Perugia        | Comunale Ezio Scida   | 3 de abril | 15:30 |

| Cremonese      | 2 - 1 | Alessandria | Giovanni Zini              | 5 de abril | 19:00 |
| Reggina        | 0 - 3 | Benevento   | Oreste Granillo            | 5 de abril | 19:00 |
| Pordenone      | 2 - 0 | Frosinone   | Ottavio Bottecchia         | 5 de abril | 19:00 |
| Ternana        | 1 - 4 | Lecce       | Libero Liberati            | 5 de abril | 19:00 |
| SPAL           | 2 - 2 | Cosenza     | Paolo Mazza                | 5 de abril | 19:00 |
| Parma          | 4 - 3 | Como        | Ennio Tardini              | 6 de abril | 14:00 |
| Monza          | 2 - 0 | Ascoli      | Brianteo                   | 6 de abril | 19:00 |
| Pisa           | 0 - 0 | Brescia     | Garibaldi-Romeo Anconetani | 6 de abril | 19:00 |
| Vicenza Virtus | 1 - 1 | Crotone     | Romeo Menti                | 6 de abril | 19:00 |
| Cittadella     | 0 - 0 | Perugia     | Piercesare Tombolato       | 6 de abril | 19:00 |

| Como        | 1 - 2 | Cittadella     | Giuseppe Sinigaglia   | 9 de abril  | 14:00 |
| Alessandria | 2 - 0 | Pordenone      | Giuseppe Moccagatta   | 9 de abril  | 14:00 |
| Lecce       | 1 - 0 | SPAL           | Via del Mare          | 9 de abril  | 14:00 |
| Frosinone   | 2 - 1 | Cremonese      | Benito Stirpe         | 9 de abril  | 16:15 |
| Benevento   | 1 - 0 | Vicenza Virtus | Ciro Vigorito         | 10 de abril | 14:30 |
| Ascoli      | 2 - 0 | Reggina        | Cino e Lillo Del Duca | 10 de abril | 15:30 |
| Crotone     | 1 - 2 | Ternana        | Comunale Ezio Scida   | 10 de abril | 15:30 |
| Cosenza     | 0 - 2 | Monza          | San Vito-Gigi Marulla | 10 de abril | 15:30 |
| Perugia     | 1 - 1 | Pisa           | Renato Curi           | 10 de abril | 18:00 |
| Brescia     | 1 - 0 | Parma          | Mario Rigamonti       | 11 de abril | 20:30 |

| SPAL           | 1 - 1 | Crotone     | Paolo Mazza                | 18 de abril | 12:30 |
| Pordenone      | 1 - 4 | Benevento   | Ottavio Bottecchia         | 18 de abril | 15:00 |
| Reggina        | 1 - 0 | Lecce       | Oreste Granillo            | 18 de abril | 15:00 |
| Vicenza Virtus | 1 - 2 | Perugia     | Romeo Menti                | 18 de abril | 15:00 |
| Cremonese      | 3 - 1 | Cosenza     | Giovanni Zini              | 18 de abril | 15:00 |
| Cittadella     | 1 - 2 | Alessandria | Piercesare Tombolato       | 18 de abril | 18:00 |
| Parma          | 0 - 1 | Ascoli      | Ennio Tardini              | 18 de abril | 18:00 |
| Pisa           | 3 - 1 | Como        | Garibaldi-Romeo Anconetani | 18 de abril | 18:00 |
| Ternana        | 4 - 4 | Frosinone   | Libero Liberati            | 18 de abril | 18:00 |
| Monza          | 1 - 1 | Brescia     | Brianteo                   | 18 de abril | 20:30 |

| Ascoli      | 0 - 0 | Cittadella     | Cino e Lillo Del Duca | 25 de abril | 12:30 |
| Crotone     | 3 - 1 | Cremonese      | Comunale Ezio Scida   | 25 de abril | 15:00 |
| Frosinone   | 4 - 1 | Monza          | Benito Stirpe         | 25 de abril | 15:00 |
| Lecce       | 2 - 0 | Pisa           | Via del Mare          | 25 de abril | 15:00 |
| Alessandria | 0 - 0 | Reggina        | Giuseppe Moccagatta   | 25 de abril | 15:00 |
| Cosenza     | 3 - 1 | Pordenone      | San Vito-Gigi Marulla | 25 de abril | 15:00 |
| Como        | 0 - 2 | Vicenza Virtus | Giuseppe Sinigaglia   | 25 de abril | 18:00 |
| Brescia     | 1 - 1 | SPAL           | Mario Rigamonti       | 25 de abril | 18:00 |
| Benevento   | 1 - 2 | Ternana        | Ciro Vigorito         | 25 de abril | 18:00 |
| Perugia     | 2 - 1 | Parma          | Renato Curi           | 25 de abril | 20:30 |

| Parma          | 2 - 2 | Alessandria | Ennio Tardini              | 30 de abril | 14:00 |
| Cremonese      | 0 - 1 | Ascoli      | Giovanni Zini              | 30 de abril | 14:00 |
| Monza          | 3 - 0 | Benevento   | Brianteo                   | 30 de abril | 14:00 |
| Cittadella     | 1 - 0 | Brescia     | Piercesare Tombolato       | 30 de abril | 14:00 |
| Pordenone      | 3 - 3 | Crotone     | Ottavio Bottecchia         | 30 de abril | 14:00 |
| SPAL           | 3 - 0 | Frosinone   | Paolo Mazza                | 30 de abril | 14:00 |
| Vicenza Virtus | 2 - 1 | Lecce       | Romeo Menti                | 30 de abril | 14:00 |
| Ternana        | 1 - 0 | Perugia     | Libero Liberati            | 30 de abril | 14:00 |
| Pisa           | 1 - 1 | Cosenza     | Garibaldi-Romeo Anconetani | 30 de abril | 14:00 |
| Reggina        | 1 - 4 | Como        | Oreste Granillo            | 30 de abril | 16:15 |

| Crotone     | 0 - 1 | Parma          | Comunale Ezio Scida   | 6 de mayo | 18:15 |
| Como        | 1 - 2 | Cremonese      | Giuseppe Sinigaglia   | 6 de mayo | 20:30 |
| Alessandria | 0 - 1 | Vicenza Virtus | Giuseppe Moccagatta   | 6 de mayo | 20:30 |
| Perugia     | 1 - 0 | Monza          | Renato Curi           | 6 de mayo | 20:30 |
| Frosinone   | 1 - 2 | Pisa           | Benito Stirpe         | 6 de mayo | 20:30 |
| Lecce       | 1 - 0 | Pordenone      | Via del Mare          | 6 de mayo | 20:30 |
| Brescia     | 3 - 0 | Reggina        | Mario Rigamonti       | 6 de mayo | 20:30 |
| Benevento   | 1 - 2 | SPAL           | Ciro Vigorito         | 6 de mayo | 20:30 |
| Ascoli      | 4 - 1 | Ternana        | Cino e Lillo Del Duca | 6 de mayo | 20:30 |
| Cosenza     | 1 - 0 | Cittadella     | San Vito-Gigi Marulla | 6 de mayo | 20:30 |

### Tabla de resultados cruzados
| Local \ Visitante    | PER | PIS | ASC | COM | FCC | FRO | LRV | PAR | POR | REG | SPA | TER | USC | BEN | BRE | COS | MON | LEC | CIT | ALE |
| -------------------- | --- | --- | --- | --- | --- | --- | --- | --- | --- | --- | --- | --- | --- | --- | --- | --- | --- | --- | --- | --- |
| A. C. Perugia Calcio | —   | 1–1 | 2–3 | 0–1 | 2–0 | 3–0 | 1–0 | 2–1 | 0–1 | 0–2 | 1–1 | 1–1 | 0–0 | 0–1 | 1–0 | 1–1 | 1–0 | 1–1 | 1–1 | 1–1 |
| A. C. Pisa 1909      | 1–1 | —   | 1–1 | 3–1 | 3–2 | 1–3 | 2–2 | 0–0 | 1–1 | 2–0 | 1–0 | 0–0 | 3–0 | 1–0 | 0–0 | 1–1 | 2–1 | 1–0 | 1–0 | 2–0 |
| Ascoli Calcio        | 0–1 | 2–0 | —   | 1–1 | 2–1 | 1–1 | 2–1 | 0–0 | 1–0 | 2–0 | 0–1 | 4–1 | 1–4 | 0–2 | 2–3 | 1–0 | 1–1 | 1–1 | 0–0 | 3–0 |
| Como 1907            | 4–1 | 0–1 | 0–1 | —   | 1–1 | 0–2 | 0–2 | 1–1 | 1–0 | 1–1 | 0–2 | 1–1 | 1–2 | 1–1 | 1–1 | 2–1 | 2–0 | 1–1 | 1–2 | 2–0 |
| F. C. Crotone        | 1–1 | 2–1 | 2–2 | 2–2 | —   | 2–0 | 0–1 | 0–1 | 4–1 | 1–1 | 1–2 | 1–2 | 3–1 | 0–2 | 0–1 | 3–3 | 1–1 | 0–3 | 0–0 | 0–0 |
| Frosinone Calcio     | 0–0 | 1–2 | 2–1 | 1–2 | 2–1 | —   | 2–0 | 2–2 | 2–2 | 3–0 | 4–0 | 1–1 | 2–1 | 2–0 | 2–2 | 1–0 | 4–1 | 0–0 | 0–1 | 3–0 |
| Vicenza Virtus       | 1–2 | 1–3 | 2–0 | 0–1 | 1–1 | 0–2 | —   | 0–1 | 1–0 | 0–1 | 1–1 | 3–1 | 0–1 | 2–3 | 2–3 | 0–0 | 1–1 | 2–1 | 3–3 | 2–1 |
| Parma Calcio         | 1–1 | 1–1 | 0–1 | 4–3 | 1–1 | 0–1 | 1–0 | —   | 4–1 | 1–1 | 4–0 | 2–3 | 1–2 | 1–0 | 0–1 | 1–1 | 0–0 | 0–0 | 1–1 | 2–2 |
| Pordenone Calcio     | 0–1 | 0–1 | 0–1 | 1–1 | 3–3 | 2–0 | 2–4 | 0–4 | —   | 1–1 | 1–1 | 1–3 | 2–2 | 1–4 | 1–1 | 1–1 | 1–4 | 0–1 | 0–1 | 2–0 |
| Reggina 1914         | 0–1 | 1–0 | 1–2 | 1–4 | 1–0 | 0–0 | 3–1 | 2–1 | 2–0 | —   | 2–1 | 3–2 | 1–2 | 0–3 | 0–2 | 1–0 | 0–0 | 1–0 | 0–1 | 0–4 |
| SPAL                 | 1–2 | 0–0 | 1–2 | 1–1 | 1–1 | 3–0 | 3–2 | 2–2 | 5–0 | 1–3 | —   | 5–1 | 0–2 | 1–1 | 0–2 | 2–2 | 1–1 | 1–3 | 0–0 | 2–3 |
| Ternana              | 1–0 | 1–4 | 2–4 | 1–2 | 1–0 | 4–4 | 5–0 | 3–1 | 1–0 | 2–0 | 1–0 | —   | 1–2 | 0–2 | 0–2 | 2–0 | 0–1 | 1–4 | 1–1 | 3–0 |
| U. S. Cremonese      | 0–3 | 1–1 | 0–1 | 2–0 | 3–2 | 1–1 | 0–0 | 3–1 | 2–1 | 1–1 | 1–1 | 2–0 | —   | 1–1 | 2–1 | 3–1 | 3–2 | 3–0 | 2–0 | 2–1 |
| Benevento Calcio     | 0–0 | 5–1 | 0–2 | 5–0 | 3–1 | 1–4 | 1–0 | 0–0 | 2–1 | 4–0 | 1–2 | 1–2 | 1–1 | —   | 0–1 | 3–0 | 3–1 | 0–0 | 4–1 | 4–3 |
| Brescia              | 2–1 | 0–1 | 2–0 | 2–4 | 2–2 | 2–2 | 2–0 | 1–0 | 1–0 | 3–0 | 1–1 | 1–1 | 1–0 | 2–2 | —   | 5–1 | 0–2 | 1–1 | 1–1 | 1–1 |
| Cosenza Calcio       | 1–2 | 0–2 | 1–3 | 2–0 | 1–0 | 1–1 | 2–1 | 1–3 | 3–1 | 0–1 | 0–1 | 3–1 | 0–2 | 1–0 | 0–0 | —   | 0–2 | 2–2 | 1–0 | 2–1 |
| A. C. Monza          | 2–2 | 1–2 | 2–0 | 3–2 | 1–0 | 3–2 | 4–0 | 1–1 | 3–1 | 1–0 | 4–0 | 1–1 | 1–0 | 3–0 | 1–1 | 4–1 | —   | 0–1 | 1–0 | 1–0 |
| U. S. Lecce          | 0–0 | 2–0 | 3–1 | 1–1 | 3–0 | 1–0 | 2–1 | 4–0 | 1–0 | 2–0 | 1–0 | 3–3 | 2–1 | 1–1 | 1–1 | 3–1 | 3–0 | —   | 1–2 | 3–2 |
| Cittadella           | 0–0 | 2–0 | 2–0 | 2–2 | 4–2 | 3–0 | 1–0 | 1–2 | 1–0 | 0–0 | 0–0 | 1–2 | 0–2 | 0–1 | 1–0 | 1–1 | 1–2 | 1–2 | —   | 1–2 |
| U. S. Alessandria    | 1–2 | 1–1 | 1–3 | 1–1 | 1–0 | 1–1 | 0–1 | 0–2 | 2–0 | 0–0 | 2–2 | 0–2 | 1–0 | 2–0 | 1–3 | 1–0 | 0–3 | 1–1 | 0–1 | —   |

## Play-offs para la Serie A

### Cuadro de desarrollo
|  | Preliminar | Preliminar      | Preliminar |               |   | Semifinales | Semifinales | Semifinales | Semifinales | Semifinales |  |   | Final | Final | Final | Final | Final |  |
|  |            |                 |            |               |   |             |             |             |             |             |  |   |       |       |       |       |       |  |
|  |            |                 |            |               |   |             |             |             |             |             |  |   |       |       |       |       |       |  |
|  |            |                 |            |               |   |             |             |             |             |             |  |   |       |       |       |       |       |  |
|  |            |                 |            |               |   |             |             |             |             |             |  |   |       |       |       |       |       |  |
|  |            |                 |            |               |   |             |             |             |             |             |  |   |       |       |       |       |       |  |
|  |            | 3               | Pisa       | 0             | 1 | 1           |             |             |             |             |  |   |       |       |       |       |       |  |
|  |            |                 |            | 0             | 1 | 1           |             |             |             |             |  |   |       |       |       |       |       |  |
|  |            |                 | 7          | Benevento     | 1 | 0           | 1           |             |             |             |  |   |       |       |       |       |       |  |
|  | 6          | Ascoli          | 7          | Benevento     | 1 | 0           | 1           | 0           |             |             |  |   |       |       |       |       |       |  |
|  | 6          | Ascoli          |            |               |   |             |             |             |             |             |  |   |       |       |       |       |       |  |
|  | 7          | Benevento       | 1          |               |   |             |             |             |             |             |  |   |       |       |       |       |       |  |
|  | 7          | Benevento       | 1          |               |   |             |             |             |             |             |  | 3 | Pisa  | 1     | 3     | 4     |       |  |
|  |            |                 |            |               |   |             |             |             |             |             |  | 3 | Pisa  | 1     | 3     | 4     |       |  |
|  |            |                 | 4          | Monza (t. s.) | 2 | 4           | 6           |             |             |             |  |   |       |       |       |       |       |  |
|  |            |                 | 4          | Monza (t. s.) | 2 | 4           | 6           |             |             |             |  |   |       |       |       |       |       |  |
|  |            |                 |            |               |   |             |             |             |             |             |  |   |       |       |       |       |       |  |
|  |            |                 |            |               |   |             |             |             |             |             |  |   |       |       |       |       |       |  |
|  |            | 4               | Monza      | 2             | 2 | 4           |             |             |             |             |  |   |       |       |       |       |       |  |
|  |            |                 |            | 2             | 2 | 4           |             |             |             |             |  |   |       |       |       |       |       |  |
|  |            |                 | 5          | Brescia       | 1 | 1           | 2           |             |             |             |  |   |       |       |       |       |       |  |
|  | 5          | Brescia (t. s.) | 5          | Brescia       | 1 | 1           | 2           | 3           |             |             |  |   |       |       |       |       |       |  |
|  | 5          | Brescia (t. s.) |            |               |   |             |             |             |             |             |  |   |       |       |       |       |       |  |
|  | 8          | Perugia         | 2          |               |   |             |             |             |             |             |  |   |       |       |       |       |       |  |
|  | 8          | Perugia         | 2          |               |   |             |             |             |             |             |  |   |       |       |       |       |       |  |
|  |            |                 |            |               |   |             |             |             |             |             |  |   |       |       |       |       |       |  |

### Preliminar
- El horario corresponde al huso horario de verano europeo CEST (UTC+2).

| 13 de mayo de 2022 | Ascoli | 0 – 1   | Benevento    | Estadio Cino e Lillo Del Duca, Ascoli Piceno |                                  |
| 20:30              |        | Reporte | Lapadula 38' | Árbitro(s): Gianluca Manganiello             | Árbitro(s): Gianluca Manganiello |

| 14 de mayo de 2022 | Brescia                                        | 3 – 2 (t. s.) | Perugia                  | Estadio Mario Rigamonti, Brescia |                                |
| 18:00              | - Pajač 45+6' (pen.) - Ayé 107' - Bianchi 118' | Reporte       | - Kouan 10' - Matos 102' | Árbitro(s): Francesco Fourneau   | Árbitro(s): Francesco Fourneau |

### Semifinales
- El horario corresponde al huso horario de verano europeo CEST (UTC+2).

| Ida; 17 de mayo de 2022 | Benevento    | 1 – 0   | Pisa | Estadio Ciro Vigorito, Benevento |                                 |
| 20:30                   | Lapadula 85' | Reporte |      | Árbitro(s): Alessandro Prontera  | Árbitro(s): Alessandro Prontera |

| Vuelta; 21 de mayo de 2022                                          | Pisa       | 1 – 0 (Global 1 – 1) | Benevento | Arena Garibaldi-Romeo, Pisa |                          |
| 18:00                                                               | Benali 11' | Reporte              |           | Árbitro(s): Simone Sozza    | Árbitro(s): Simone Sozza |
| Pisa avanzó a la Final debido a su posición en la temporada regular |            |                      |           |                             |                          |

| Ida; 18 de mayo de 2022 | Brescia  | 1 – 2   | Monza                   | Estadio Mario Rigamonti, Brescia |                                |
| 19:00                   | Moreo 7' | Reporte | Gytkjær 44', 56' (pen.) | Árbitro(s): Gianluca Aureliano   | Árbitro(s): Gianluca Aureliano |

| Vuelta; 22 de mayo de 2022 | Monza                              | 2 – 1 (Global 4 – 2) | Brescia    | Estadio Brianteo, Monza  |                          |
| 21:00                      | - Mancuso 70' - D'Alessandro 90+4' | Reporte              | Tramoni 7' | Árbitro(s): Paolo Valeri | Árbitro(s): Paolo Valeri |

### Final
- El horario corresponde al huso horario de verano europeo CEST (UTC+2).

| Ida; 26 de mayo de 2022 | Monza                   | 2 – 1   | Pisa        | Estadio Brianteo, Monza |                         |
| 20:30                   | - Mota 9' - Gytkjær 74' | Reporte | Berra 90+3' | Árbitro(s): Marco Guida | Árbitro(s): Marco Guida |

| Vuelta; 29 de mayo de 2022 | Pisa                                            | 3 – 4 (t. s.)(Global 4 – 6) | Monza                                          | Arena Garibaldi-Romeo, Pisa  |                              |
| 20:30                      | - Torregrossa 1' - Hermannsson 9' - Mastinu 90' | Reporte                     | - Machín 20' - Gytkjær 79', 101' - Marrone 96' | Árbitro(s): Maurizio Mariani | Árbitro(s): Maurizio Mariani |

## Play-offs para la Serie C
- El horario corresponde al huso horario de verano europeo CEST (UTC+2).

| Ida; 12 de mayo de 2022 | Vicenza Virtus | 1 – 0   | Cosenza | Estadio Romeo Menti, Vicenza |                           |
| 20:30                   | Maggio 90'     | Reporte |         | Árbitro(s): Fabio Maresca    | Árbitro(s): Fabio Maresca |

| Vuelta; 20 de mayo de 2022 | Cosenza                  | 2 – 0 (Global 2 – 1) | Vicenza Virtus | Estadio San Vito-Gigi Marulla, Cosenza |                          |
| 20:30                      | Larrivey 46', 67' (pen.) | Reporte              |                | Árbitro(s): Davide Massa               | Árbitro(s): Davide Massa |

## Datos y estadísticas

### Récords
- Primer gol de la temporada: Anotado por Alessio Zerbin, para el Frosinone contra el Parma (20 de agosto de 2021)
- Último gol de la temporada: Anotado por Alessandro Bellemo, para el Como contra el Cremonese (8 de mayo de 2022)
- Gol más rápido: Anotado a los 0 segundos por
- Gol más cercano al final del encuentro: Anotado a los 0 segundos .
- Mayor número de goles marcados en un partido: 8 goles, en el Ternana 4-4 Frosinone (18 de abril de 2022)
- Partido con más espectadores: 26.904, en el Lecce vs. Pordenone (6 de mayo de 2022)
- Partido con menos espectadores: 450, en el Pordenone vs. Frosinone (5 de abril de 2022)
- Mayor victoria local: Benevento 5-0 Como (23 de febrero de 2022).
- Mayor victoria visitante: Como (0:5) Benevento (23 de febrero de 2022).

### Máximos goleadores
| Pos. | Jugador            | Equipo            | Goles |
| ---- | ------------------ | ----------------- | ----- |
| 1    | Massimo Coda       | U. S. Lecce       | 20    |
| 2    | Alfredo Donnarumma | Ternana Calcio    | 14    |
| =    | Gabriel Strefezza  | U. S. Lecce       | 14    |
| =    | Franco Vázquez     | Parma Calcio      | 14    |
| 5    | Gianluca Lapadula  | Benevento Calcio  | 13    |
| 6    | Simone Corazza     | U. S. Alessandria | 12    |
| 7    | Mirko Marić        | F. C. Crotone     | 11    |
| =    | Dany Mota          | A. C. Monza       | 11    |